# 추궈훙
추궈훙(邱國洪, 한자음: 구국홍, 1957년 12월 ~ )은 중화인민공화국의 정치인, 외교관이다.

## 생애
1957년 12월 상하이시에서 태어났으며, 상하이외국어대학을 졸업하였다 1981년 중화인민공화국 외교부 입부하였으며 주로 일본 관련 경력을 쌓았다. 1983년 주일 대사관 3등 서기관 근무. 이후 오사카 영사관에서도 근무했다. 외교부 아주국 부국장. 2008년 주네팔 중국 대사. 2011년 외교부 섭외안전사무사 사장(대외안전사무국장). 2014년 2월부터 2019년 12월까지 주한 중국 대사를 역임했다.

## 학력
- 학력 : 상하이 외국어 대학 졸업

## 약력
- 1983년 주일 대사관 3등 서기관
- 오사카 영사관
- 중국 외교부 아주국 부국장
- 2008년 주네팔 중국 대사
- 2011년 중국 외교부 섭외안전사무사 사장(대외안전사무국장)
- 2014년 2월 ~ 2019년 12월: 주한 중국 대사

## 주한 중국대사
2013년 12월부터 신인 추궈훙 대사는 당초 일본통으로 알려져 왔지만, 한국에 근무한 경험이 전혀 없어 중화인민공화국 외교부의 소식통을 통해 이를 인용하여 보고되었지만, 중국 본국에서의 아그레망을 받는 시기가 지연되자, 1983년부터 20여 년 넘게 일본에서 오랜 근무 경험을 바탕으로 3등 서기관으로 근무를 시작해 주일본 중국 대사관과 오사카 총영사관 등 일본에서 여러 차례 근무한 '일본통'으로 밝혀졌다. 그러나 이후에는 네팔 주재 중국 대사 외에도, 아주국 부국장 그리고 대외안전사무국장 등을 임명시킨 바 있었다. 부임된 이후 전임 장신썬 대사와 마찬가지로 주한 중국 대사로는 국장급 대사로는 계속 유지해 온 것으로 드러나고 있다. 그러나 중국군 유해를 중국 본국으로 송환 조치하는 사업도 전개했지만 기존의 한국에 안장된 중공군 437구의 유해를 인천국제공항을 통해 중국 본토로 다시 안장하는 사업을 전개한 바 있다. 또한 부임된 이래 초반부터 딜레마 등 위기가 온 경우가 있다. 세월호 침몰 사고, 북한 핵 위기 등 여러가지의 핫이슈가 불거지게 되자, 이 사건이 대사에 임명한 지 얼마 못가 위기론이 거셀 정도로 나와 있던 것으로 보고되어 있다. 이후에는 서울 상암동에 소재하고 있는 문화방송 사옥을 방문한 바 있었다. 또한 사드 문제로 인한 한중 관계가 한일 관계를 능가하는 냉각 기류가 옴에 따라, 중국 외교부 당국에 따르면 추궈훙 주한 중국 대사가 사드(THAAD)에 대한 배치 문제로 인한 한중 관계를 훼손시키는 내용이 거론되자 이는 "위협"에 불과하다고 보고되었다. 이에 대해 ‘사드 배치 문제에 따른 한중 관계가 훼손되지 못하게 한다.’라는 견해가 피력된 것으로 보고되었다. 단지 "훼손" 내지 "파괴" 정도로 표현한 것 외에도 한국의 분위기가 어느 정도로 격앙돼 있느냐는 문제, 주변국의 국익이 침해하게 되어 있는 것으로 나와 있던 것으로 드러나고 있다. 또, 최순실 게이트와 관련된 사태가 본격화되면서 한중 관계가 한일 관계에 버금가는 격앙이 시작되자, 사드는 세월호 침몰 사고와 같이 박근혜의 전물이자 최순실 게이트의 산물이라는 별칭이 있어 한국과 중국 양국을 위한 국방과 관련된 대화마저 중단될 위기에 처하게 되는 등 외교적, 안보적인 위협이 가시화되어 있다는 여론도 나와 있어 부임 기간동안 좋지 않는 이벤트들이 일제히 형성된 바 있다. 한 때에는 일본으로 다시 이동한다는 설도 있었지만, 사실 무근에 불과하고 있다.

## 주한 대사 퇴임 후
퇴임 이후 공개된 인터뷰 관련 내용은 파이낸셜뉴스에 보도된 바와 같이 "한국이 엄청난 스트레스를 받고 있다는 것을 이해한다"면서 "한국과 미국 관계가 역사적으로 함께 발전해왔다는 것"을 중국이 존중된 것으로 드러나고 있다. 그러나 이는 사드 문제, 세월호 사고, 최순실 게이트 등 여러 가지의 현안이 남아 있지만 후임인 싱하이밍 현임 대사가 임명되기도 채 가시기 전에 우한시에서 최초로 발원하게 되었던 코로나19 범유행과 관련된 중국산 백신의 한국 내 사용을 한국이 알아서 선택하겠다는 의견을 제시하고 있는 것으로 보인다.